# Elektrische Bahn Voss–Stalheim

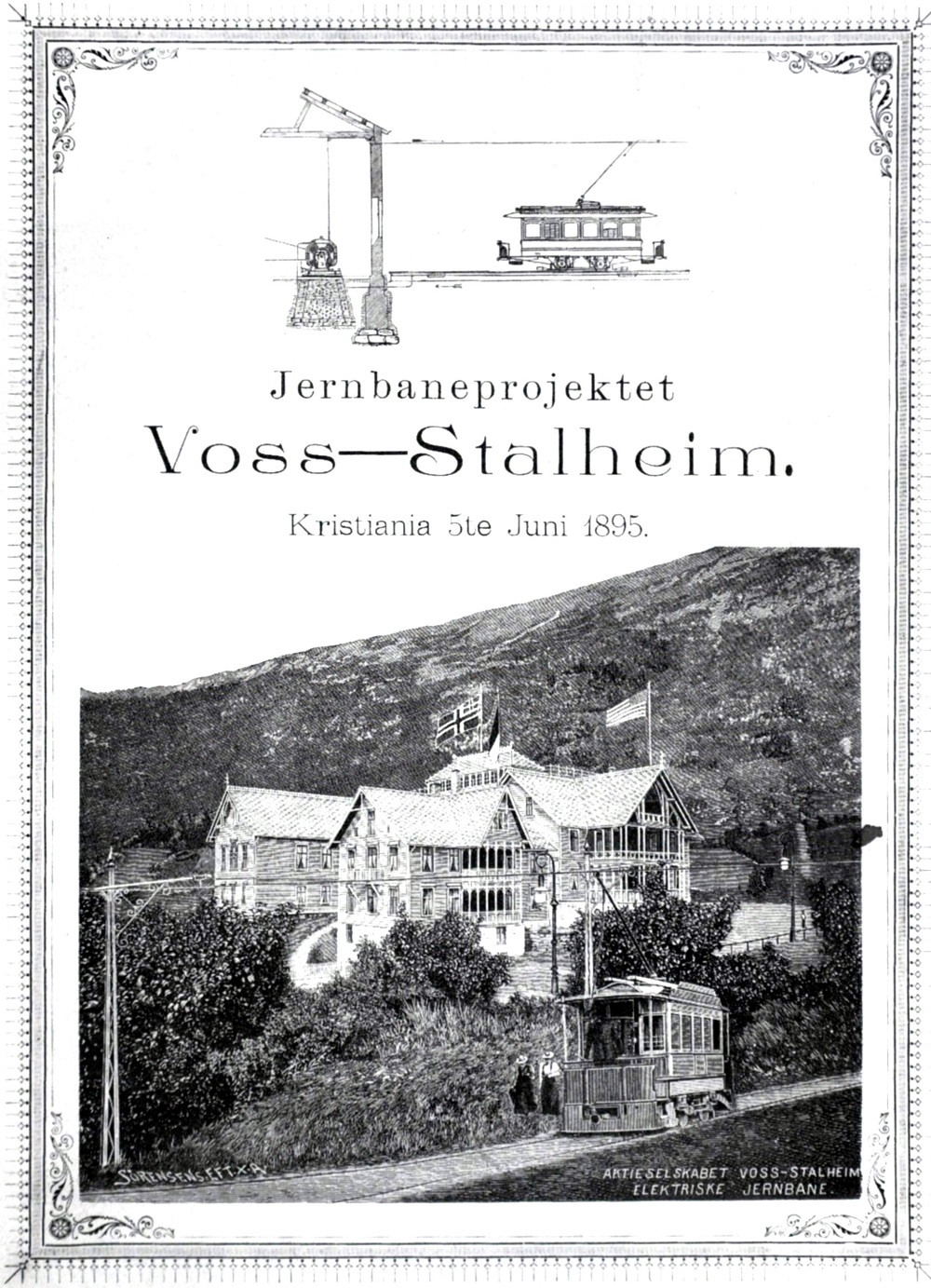
Einladung zur Aktienzeichnung der geplanten Privatbahn zwischen Voss und Stalheim im Jahr 1895

Die Elektrische Bahn Voss–Stalheim waren eine geplante norwegische Straßenbahnstrecke von Voss nach Stalheim.

## Geschichte
1908 beschloss das Storting, eine Nebenbahn zur Bergensbane zu bauen, die von Myrdal nach Flåm führen sollte.
Im Vorfeld waren verschiedene Pläne bereits zwischen 1893 und 1903 vorhanden, wobei unterschiedliche Routen untersucht wurden.
Eine Zahnradbahn Voss–Stalheim–Gudvangen, die der ursprünglichen Poststrecke von 1620 folgte, wurde als machbare Alternative angesehen.
Zudem wurde eine Straßenbahn im Flåmsdalen, ergänzt mit einer Seilbahn hinauf nach Myrdal, in Betracht gezogen, weil es als die günstigste Lösung erschien. Die Kosten wurden auf 800.000 Kronen geschätzt. Norges Statsbaner gaben zu bedenken, dass die leichten Fahrzeuge nicht ausreichen würden, um im Winter den Schnee zu bewältigen. Für die Strecke wurde ein Verkehrsaufkommen von 22.000 Fahrgästen pro Jahr geschätzt.
Jens Sigfred Hopstock, ein Ingenieur aus Bergen (1853–1924), der schon 1885 eine Konzession für eine Privatbahn Voss–Gudvangen beantragt hatte, entwarf 1895 diese elektrifizierte Bahnstrecke. Es erfolgte zum 5. Juni 1895 eine Einladung zur Zeichnung von Aktien für die Aktieskelskabet Voss–Stalheim, Elektriske Jernbane. Am 12. September 1895 erfolgte der Konzessionsantrag für Bau und Betrieb der Eisenbahnstrecke von Vossevangen nach Stalheim.
Das Projekt wurde nie realisiert.